# Lindendorf
Lindendorf es un municipio situado en el distrito de Märkisch-Oderland, en el estado federado de Brandeburgo (Alemania), a una altura de 40 metros. Su población a finales de 2016 era de 1400 habs. y su densidad poblacional, 30 hab/km².